# حوزه‌های انتخابیه مجلس شورای اسلامی در استان مرکزی

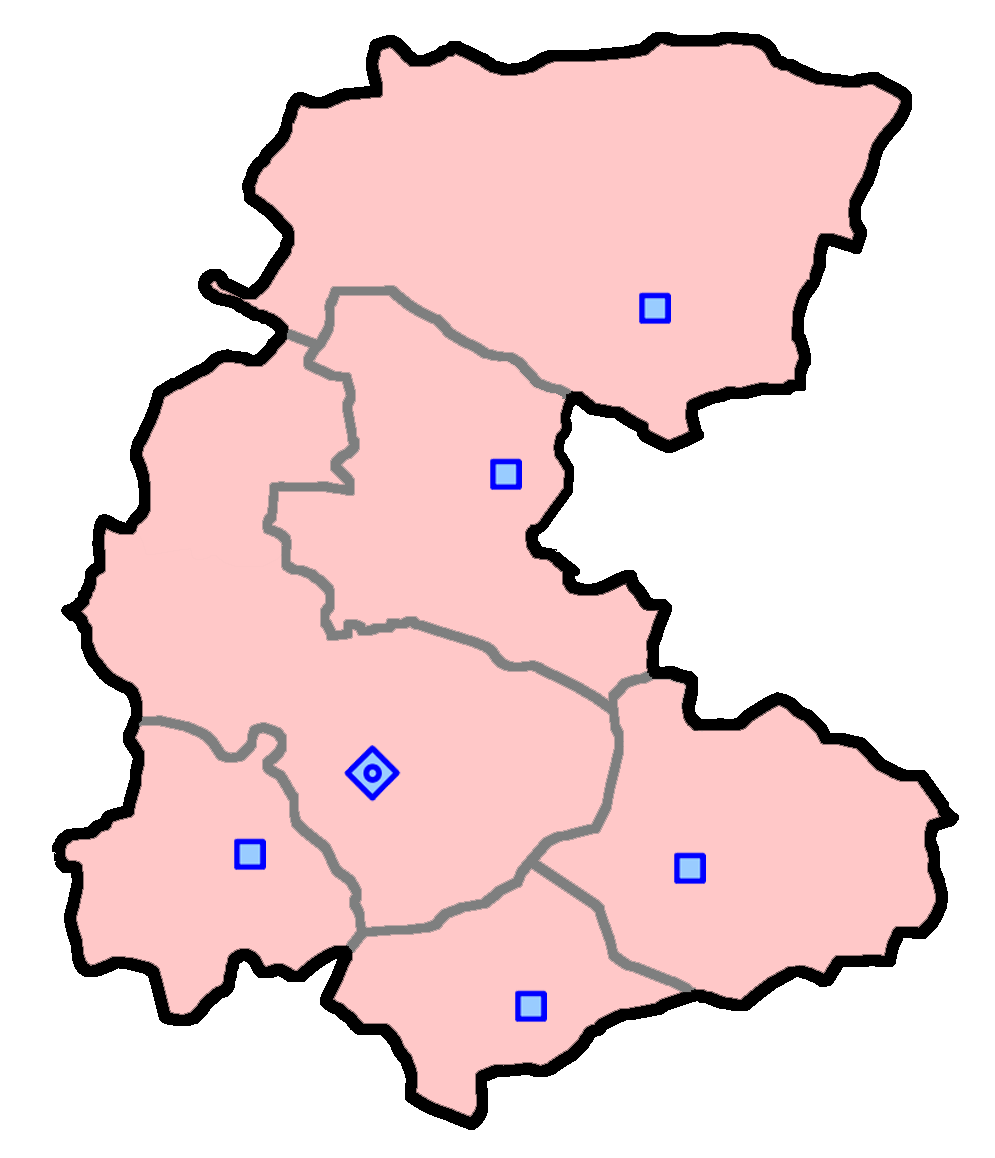
حوزه‌های انتخاباتی استان مرکزی

استان مرکزی ۶ حوزه برای انتخابات مجلس دارد که در مجموع ۷ نماینده را در بر می‌گیرد.
| مرکز  | حوزه                 | شهرستان‌ها | بخش‌ها                                    | کرسی | نقشه | جمعیت  |
| ----- | -------------------- | --------- | ---------------------------------------- | ---- | ---- | ------ |
| اراک  | اراک، کمیجان و خنداب | اراک      | شهر اراک، مرکزی، ساروق                   | ۲    |      | ۶۸۲۲۱۵ |
| اراک  | اراک، کمیجان و خنداب | کمیجان    | شهر کمیجان، مرکزی، میلاجرد               | ۲    |      | ۶۸۲۲۱۵ |
| اراک  | اراک، کمیجان و خنداب | خنداب     | شهر خنداب، مرکزی، قره‌چای                 | ۲    |      | ۶۸۲۲۱۵ |
| تفرش  | تفرش و آشتیان        | تفرش      | شهر تفرش، مرکزی، فراهان                  | ۱    |      | ۷۰۲۶۴  |
| تفرش  | تفرش و آشتیان        | آشتیان    | شهر آشتیان، مرکزی                        | ۱    |      | ۷۰۲۶۴  |
| خمین  | خمین                 | خمین      | شهر خمین، مرکزی، کمره                    | ۱    |      | ۱۰۵۰۱۷ |
| ساوه  | ساوه و زرندیه        | ساوه      | شهر ساوه، مرکزی، نوبران                  | ۱    |      | ۳۴۷۴۴۵ |
| ساوه  | ساوه و زرندیه        | زرندیه    | شهر مامونیه، مرکزی، خرقان                | ۱    |      | ۳۴۷۴۴۵ |
| شازند | شازند                | شازند     | شهر شازند، مرکزی، زالیان، سربند،قره‌کهریز | ۱    |      | ۱۱۷۵۷۱ |
| محلات | محلات و دلیجان       | محلات     | شهر محلات، مرکزی                         | ۱    |      | ۱۰۶۹۶۳ |
| محلات | محلات و دلیجان       | دلیجان    | شهر دلیجان، مرکزی                        | ۱    |      | ۱۰۶۹۶۳ |